# Nhai Châu
Nhai Châu (tiếng Trung: 崖州区; bính âm: Yázhōu Qū) là một khu (quận) thuộc thành phố Tam Á, tỉnh Hải Nam, Trung Quốc. Tổng diện tích của khu là 347 km², tổng nhân khẩu ước đạt 110 nghìn vào năm 2013.
Ngày 11 tháng 2 năm 2014, Quốc vụ viện Trung Quốc phê chuẩn bãi bỏ sáu trấn của Tam Á và lập mới bốn khu, là Cát Dương (bãi bỏ khu Hà Đông, trấn Cát Dương, ủy hội quản lý vịnh Á Long), Nhai Châu (bãi bỏ trấn Nhai Thành), Thiên Nhai (bãi bỏ khu Hà Tây, trấn Phượng Hoàng, trấn Thiên Nhai, ủy hội quản lý vịnh Tam Á, trấn Bảo Lưu Dục Tài), Hải Đường (bãi bỏ trấn Hải Đường Loan, ủy hội quản lý vịnh Hải Đường).

## Hành chính
- Xã khu: Đông Quan 东关, Trước Tín 雀信, Đông Kinh 东京, Trung Hòa 中和, Long Cảng 龙港, Văn Minh 文明, Mai Liên 梅联.
- Thôn hành chính: aThành Đông 城东, Củng Bắc 拱北, Nhai Thành 崖城, Thành Tây 城西, Thủy Nam 水南, Đại Đản 大蛋, Nam Sơn 南山, Bảo Cổ 抱古, Bắc Lĩnh 北岭, Xích Thảo 赤草, Cảng Môn 港门, Càn Long 乾隆, Lâm Cao 临高, Bảo Bình保平, Diêm Táo 盐灶, Hải Đường 海棠, Mai Đông 梅东, Trường Sơn 长山, Phượng Lĩnh 凤岭, Tam Thiên Mễ 三千米, Mai Tây 梅西, Tam Canh 三更, Trấn Hải 镇海, Nhã An 雅安.